# West Hill, Devon
West Hill är en by och en civil parish i East Devon i Devon i England. Byn ligger 15,4 km från Exeter. Orten har 1 824 invånare (2015). Skapad 1 april 2017 (CP).